# Tack, o Gud, att i din kyrka
Tack, o Gud, att i din kyrka är en psalm av Erik Natanael Söderberg från 1910. 
Melodin är en tonsättning av Johann Schop ur Himmlischer Lieder från 1642 som enligt Koralbok för Nya psalmer, 1921 även används till psalmerna Helge Ande, hjärtats nöje (1819 nr 136), Herre, signe du och råde = Dagar komma, dagar flykta (1986 nr 77) och i viss berarbetning för Gud, i mina unga dagar (1986 nr 582) med flera.

## Publicerad i
- Nya psalmer 1921, tillägget till 1819 års psalmbok, som nr 532 under rubriken "Kyrkan och nådemedlen: Kyrkans och hennes uppgift".
- 1937 års psalmbok, som nr 171 under rubriken "Kyrkan".
- Den svenska psalmboken 1986, som nr 370 under rubriken "Kyrkan".
- Finlandssvenska psalmboken 1986 som nr 182 med titelraden "Tack, o Herre, för din kyrka" under rubriken "Kristi kyrka".